# Aydingkol-See
Der Aydingköl (uigurisch ئايدىڭكۆل Ayding Kɵli, Ayding köl, chinesisch 艾丁湖, Pinyin Àidīng Hú) oder Ayding-See liegt etwa 150 km südöstlich von Ürümqi, der Hauptstadt des uigurischen Autonomen Gebiets Xinjiang, im Zentrum der etwa 50.000 km² großen Turpan-Senke auf 155 Meter unter dem Meeresspiegel.
Dieser See ist der viertniedrigste See nach dem Toten Meer, dem See Genezareth und dem Assalsee. Er wird durch den geschmolzenen Schnee aus den Bergen gespeist, wobei das Wasser im Sommer verdunstet und das ausgewaschene Salz übrigbleibt.
Die ausgetrocknete, etwa 152 km² große Seefläche liegt etwa 50 km von der Oase Gaochang entfernt und erstreckt sich etwa 40 km von Osten nach Westen und 8 km von Norden nach Süden. Hier wird Glaubersalz abgebaut.